# Vyron Kokkalanis
Vyron Kokkalanis –también escrito como  Byron Kokkalanis, en griego, Βύρων Κοκκαλάνης– (Marusi, 19 de agosto de 1985) es un deportista griego que compite en vela en la clase RS:X.
Ganó dos medallas de bronce en el Campeonato Mundial de RS:X, en los años 2013 y 2021, y cinco medallas en el Campeonato Europeo de RS:X entre los años 2010 y 2017.
Participó en dos Juegos Olímpicos de Verano, ocupando el sexto lugar en Londres 2012 y el quinto en Río de Janeiro 2016.

## Palmarés internacional
| \| Campeonato Mundial \| Campeonato Mundial \| Campeonato Mundial \| Campeonato Mundial \| \| Año \| Lugar \| Medalla \| Clase \| \| ------------------ \| ---------------------- \| ------------------ \| ------------------ \| \| 2013 \| Búzios (Brasil) \| Medalla de bronce \| RS:X \| \| 2021 \| Puerto Sherry (España) \| Medalla de bronce \| RS:X \| \| Campeonato Europeo \| \| \| \| \| Año \| Lugar \| Medalla \| Clase \| \| 2010 \| Sopot (Polonia) \| Medalla de plata \| RS:X \| \| 2011 \| Burgas (Bulgaria) \| Medalla de plata \| RS:X \| \| 2012 \| Madeira (Portugal) \| Medalla de plata \| RS:X \| \| 2013 \| Brest (Francia) \| Medalla de oro \| RS:X \| \| 2017 \| Marsella (Francia) \| Medalla de plata \| RS:X \| |                        |                   |       |
| Campeonato Mundial |                        |                   |       |
| Año | Lugar                  | Medalla           | Clase |
| 2013 | Búzios (Brasil)        | Medalla de bronce | RS:X  |
| 2021 | Puerto Sherry (España) | Medalla de bronce | RS:X  |
| Campeonato Europeo |                        |                   |       |
| Año | Lugar                  | Medalla           | Clase |
| 2010 | Sopot (Polonia)        | Medalla de plata  | RS:X  |
| 2011 | Burgas (Bulgaria)      | Medalla de plata  | RS:X  |
| 2012 | Madeira (Portugal)     | Medalla de plata  | RS:X  |
| 2013 | Brest (Francia)        | Medalla de oro    | RS:X  |
| 2017 | Marsella (Francia)     | Medalla de plata  | RS:X  |